# Apanteles ruficoxis
Apanteles ruficoxis är en stekelart som beskrevs av Hedwig 1962. Apanteles ruficoxis ingår i släktet Apanteles och familjen bracksteklar. Inga underarter finns listade i Catalogue of Life.